# GeForce 500系列
GeForce 500系列是NVIDIA的第十三代GeForce顯示晶片。同GeForce 400系列一樣採用台積電的40nm製程。GeForce 500系列是GeForce 400系列的改進版。首款產品GeForce GTX 580於2010年11月8日推出。2011年1月5日的CES上NVIDIA推出GeForce 500M系列移動顯示卡，以及採用GF119M的GeForce 410M與GeForce 315M。
其直接竞争对手是 AMD 的 Radeon HD 6000 系列；它们的推出时间相隔大约一个月。

## 簡介
GeForce 400系列中，原本設計的GTX480擁有512個流處理器，但為了提高良品率，所以最終削減為480個。而GTX580則真正擁有512個流處理器，是完整版Fermi核心。除了流處理器數量外，顯示核心頻率亦有所提升。PolyMorph引擎亦由15個增加為16個。提升Tesselation效能。雖然GTX480和GTX580都採用40nm工藝製造，但NVIDIA聲稱後者採用改良過的版本。就算兩者的頻率以至流處理器數量相同的情況下，NVIDIA聲稱後者比前者有10%左右的效能增幅。在電能管理方面，GTX 580新增硬件电压监控和调整。它可以因應個別程序，而動態調整供電強度。採用LFPAK封装的MOSFET，可以提高供電效率減少浪費。而顯示核心則採用6相供電，顯示記憶體則採用另外獨立的2相供電。

## 產品介紹

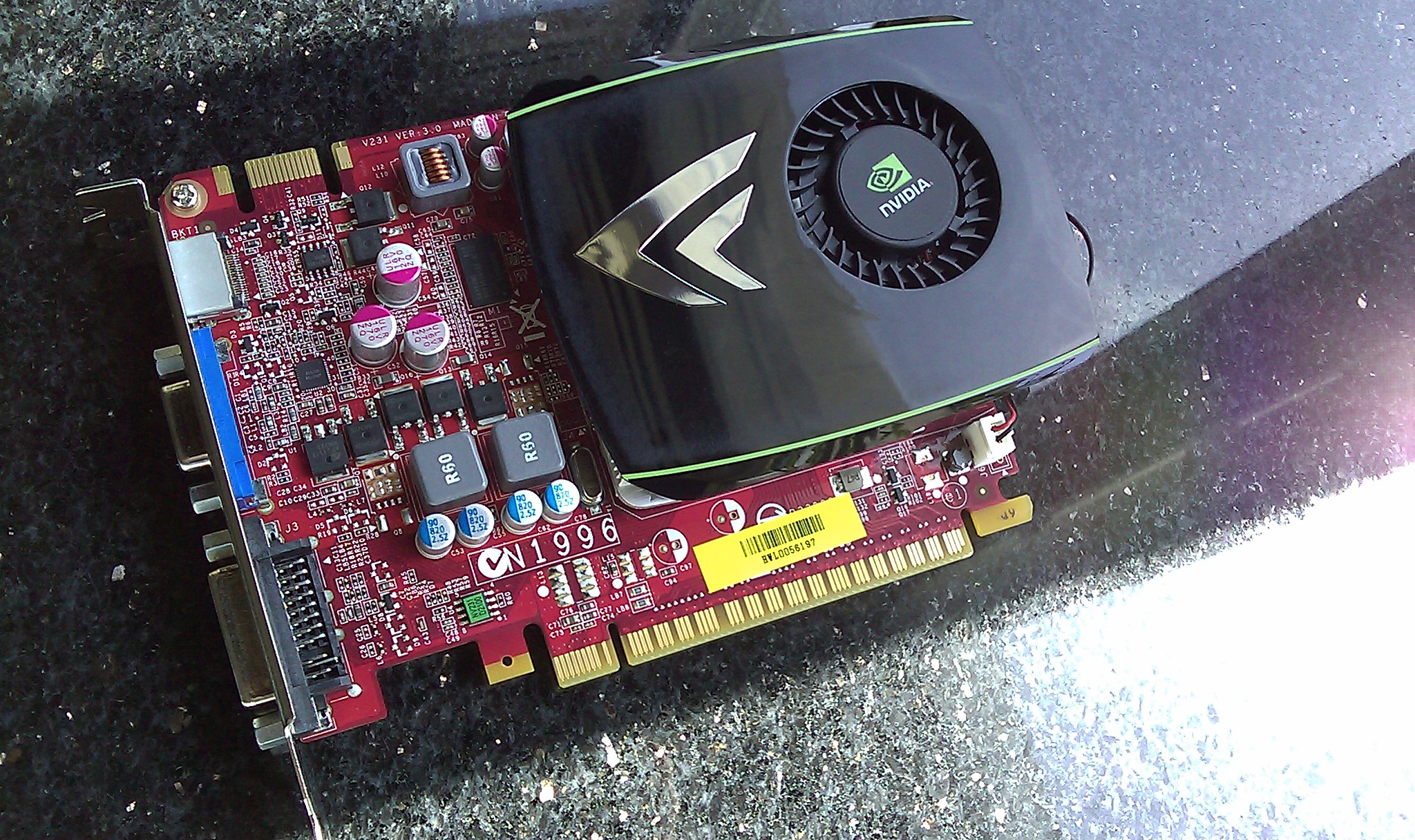
微星推出的GT 545 DDR3顯示卡

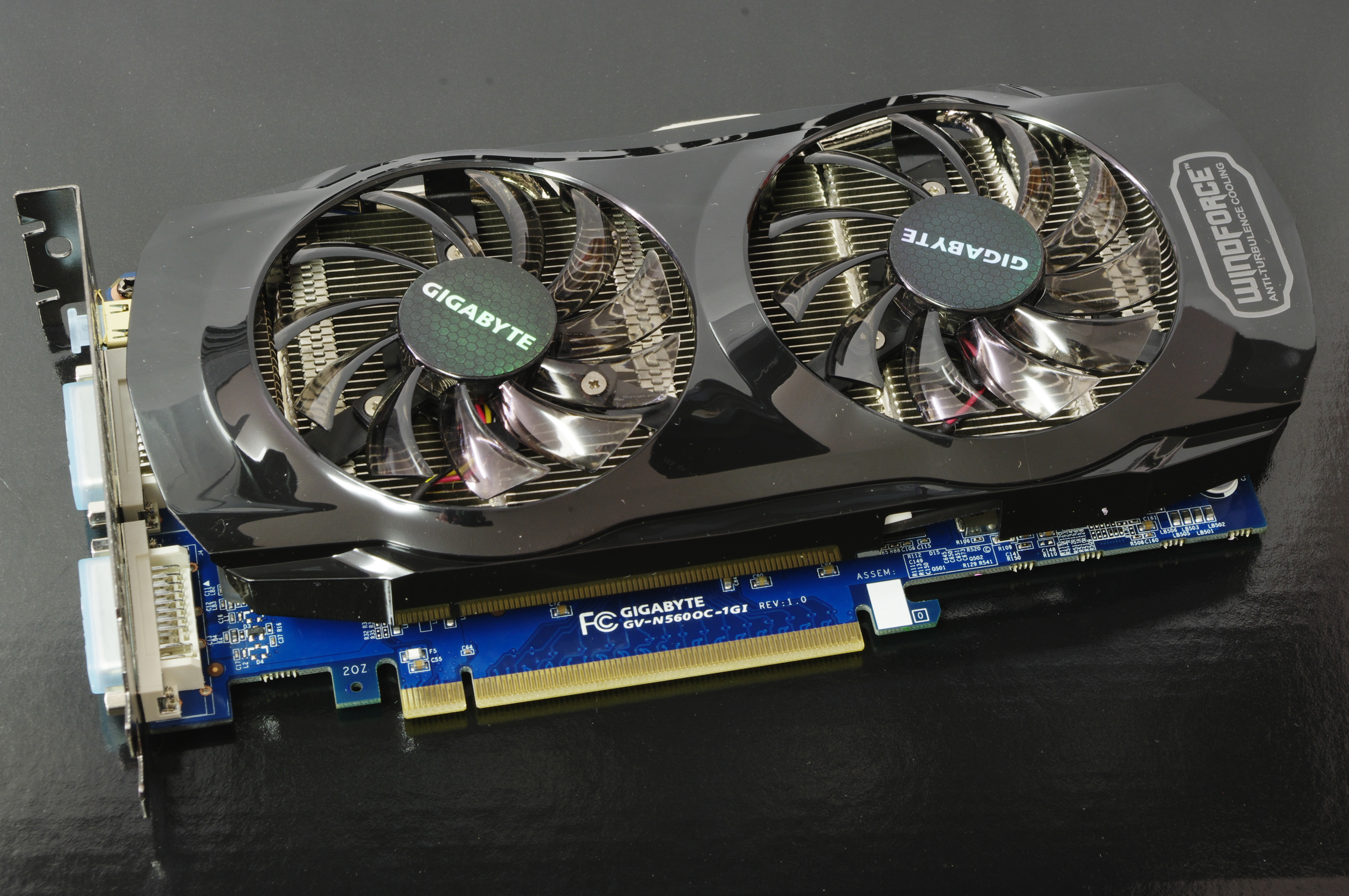
技嘉推出的GTX 560 Ti顯示卡

由于某种原因，从GeForce 500开始，由面向玩家发烧友市场的GeForce GTX系列因故取代面向普通性能市场的GeForce GTS系列。
- 桌面平臺 (注：没有GeForce GT 540。)
  - GeForce 510[4] - 2011年7月28日推出。採用GF119核心，僅供OEM市場使用。
  - GeForce GT 520[5] - 2011年4月13日推出。採用GF119核心，代號GF119-300。定位於DirectX 11的低階市場，用於取代之前的GeForce 210。同樣還有OEM版本[6]，顯示記憶體容量最大達到2GB。
  - GeForce GT 530[7] - 2011年5月14日推出。採用GF108核心，僅供OEM市場使用。GeForce GT 430（OEM）的更名版。
  - GeForce GT 545 DDR3[8] - 2011年5月14日於OEM市場推出，6月19日進入零售市場，只於歐美發售[9]。採用GF106核心，擁有144個流處理器。與GeForce GT 440（OEM）類似，核心時脈稍高。採用1800MHz GDDR3顯示記憶體。
  - GeForce GT 545 GDDR5[10] - 2011年5月14日於OEM市場推出。採用GF106核心，擁有144個流處理器。採用1998MHz GDDR5顯示記憶體。
  - GeForce GTX 550 Ti[11] - 2011年3月15日推出。採用GF116核心，代號GF116-400。GeForce GTS 450的改進版本，擁有完整的192個流處理器，核心頻率900MHz，流處理器1800MHz，顯示記憶體4100MHz。相比GTS 450，GTX 550 Ti的顯示記憶體控制器增加到三組，光柵單元隨之提升至24個，前兩組搭配四個32MB×32bit顯示顆粒，後一組搭配兩個64MB×32bit顯示顆粒，組成192bit位寬。在多個媒體測試中，GTX 550 Ti核心頻率可輕鬆超頻至1GHz。對手為AMD的Radeon HD 6770。
  - GeForce GTX 555[12] - 2012年1月18日於OEM市場推出。採用GF114核心，擁有288個流處理器。核心頻率為776MHz，流處理器為1553MHz，採用1GB或192Bit GDDR5顯示記憶體，頻率為1914MHz。
  - GeForce GTX 560[13] - 2011年5月17日推出。採用GF114核心，擁有336個流處理器。核心頻率為810-950MHz，流處理器為1620-1900MHz，採用1GB或2GB的256Bit GDDR5顯示記憶體，頻率為2002-2200MHz。同樣還有OEM版本[14]，採用"深度阉割"的GF110核心，擁有384個流處理器，GTX 560 Ti的低時脈版本，核心頻率為552MHz，流處理器為1104MHz，採用1.25GB或2.5GB的320Bit GDDR5顯示記憶體，頻率為1603MHz。2012年3月13日發佈GTX 560 SE，其規格與GeForce GTX 555完全相同。
  - GeForce GTX 560 Ti[15] - 2011年1月25日推出。採用GF114核心，代號GF114-325。GeForce GTX 460的改進版本，擁有完整的384個流處理器，核心頻率為822MHz，採用1GB或2GB的256Bit GDDR5顯示記憶體。即GeForce4之後重新啟用經典的Ti名稱。同樣還有OEM版本[16]，採用"深度阉割"的GF110核心，擁有352個流處理器，核心頻率為732MHz，採用1.25GB或2.5GB的320Bit GDDR5顯示記憶體。對手為AMD的Radeon HD 6870。在一些測試中，GeForce GTX 560 Ti不僅核心時脈可以輕鬆超頻至900～1000MHz，其SLI效能也已經達到GeForce GTX 590/AMD Radeon HD 6990的水準[17]。2011年11月29日，NVIDIA在歐美零售市場推出GeForce GTX 560 Ti 448 Cores Limited Edition，採用GF110核心，擁有448個流處理器。
  - GeForce GTX 570[18] - 2010年12月7日推出。採用GF110核心，代號GF110-275。PCB設計完全同GTX 580一样，只是核心像GTX 480一樣屏蔽一個流處理器群，即只有15個流處理器群，總共480個CUDA運算核心。對手為AMD的Radeon HD 6950。
  - GeForce GTX 580[19] - 2010年11月8日推出。採用GF110核心，代號GF110-375。GF110可以說是GF100改進良率的完整版本，但大幅優化內部線路設計，減少內部漏電，降低運行溫度。它同樣基於Fermi微架構，核心內建四組GPC單元，每組GPC單元有16個流處理器群，每組流處理器群有32個CUDA運算核心，總共512個CUDA運算核心。顯示卡採用P1261公版，加入能源監測晶片控制功耗，並首次採用Vapor Chamber均熱板散熱技術。核心時脈770MHz，著色器時脈1544MHz，記憶體時脈4008MHz。對手為AMD的Radeon HD 6970。
  - GeForce GTX 590[20] - 2011年3月24日推出。采用兩個GF110-351核心（GF110-375的降頻版），每顆核心獨享1536MB GDDR5顯示記憶體，中間通過NF200-P-SLI-A3晶片橋接，公版為P1020單PCB設計，雙8 Pin供電，提供三個雙鏈結DVI-I（支援3D Vision Surround）與一個Mini DisplayPort。同樣採用能源監測晶片控制功耗以及均熱板散熱技術。由于Fermi架构功耗与发热量的限制，每个核心的時脈降至625MHz，著色器時脈降至1251MHz，記憶體時脈降至3414MHz。對手為AMD的Radeon HD 6990。在一些性能测试中一些游戏性能稍优于对手Radeon HD 6990（高時脈版本，核心時脈880MHZ）[21]。但公版顯卡由於供電設計的不足，加電壓（特別是NVIDIA官方宣稱的1.1V～1.2V的最高電壓）超頻時會有燒毀顯卡的危險。[22][23][24][25]

- 行動平臺
  - GeForce GT 520M[26] - 2011年1月5日推出。採用GF108M核心，代號N12P-GV。
  - GeForce GT 520MX[27] - 2011年5月30日推出。採用GF108M核心，代號N12P-GVR。是GT 520M的頻率增強版。
  - GeForce GT 525M[28] - 2011年1月5日推出。採用GF108M核心，代號N12P-GE。
  - GeForce GT 540M[29] - 2011年1月5日推出。採用GF108M核心，代號N12P-GS。
  - GeForce GT 550M[30] - 2011年1月5日推出。採用GF108M核心，代號N12P-GT。
  - GeForce GT 555M[31] - 2011年1月5日推出。採用GF106M核心，代號N12E-GE。
  - GeForce GTX 560M[32] - 2011年5月30日推出。採用GF116M核心，代號N12E-GS。
  - GeForce GTX 570M[33] - 2011年6月28日推出。採用GF114M核心，代號N12E-GT。
  - GeForce GTX 580M[34] - 2011年6月28日推出。採用GF114M核心，代號N12E-GTX2。